# هیتوشی نانبا
هیتوشی نانبا (انگلیسی: Hitoshi Nanba؛ زادهٔ ۲۹ اوت ۱۹۶۰) کارگردان فیلم اهل ژاپن است. وی از سال ۱۹۸۲ میلادی تاکنون مشغول فعالیت بوده‌است.